# NGC 491
NGC 491 је спирална галаксија у сазвежђу Вајар која се налази на NGC листи објеката дубоког неба.
Деклинација објекта је - 34° 3' 49" а ректасцензија 1h 21m 20,2s. Привидна величина (магнитуда) објекта NGC 491 износи 12,4 а фотографска магнитуда 13,2. Налази се на удаљености од 62,223 милиона парсека од Сунца. NGC 491 је још познат и под ознакама ESO 352-53, MCG -6-4-11, IRAS 01190-3419, PGC 4914.